# William Phillips (geologo)
William Phillips (Londra, 10 maggio 1775 – 2 aprile 1828) è stato un geologo britannico.
Fondatore nel 1796 della società filosofica Askesian, si occupò di mineralogia della Cornovaglia.